# Дролсхаген
Дролсхаген (њем. Drolshagen) град је у њемачкој савезној држави Северна Рајна-Вестфалија. Једно је од 7 општинских средишта округа Олпе. Према процјени из 2010. у граду је живјело 12.202 становника. Посједује регионалну шифру (AGS) 5966008, NUTS (DEA59) и LOCODE (DE DRL) код.

## Географски и демографски подаци
Дролсхаген се налази у савезној држави Северна Рајна-Вестфалија у округу Олпе. Град се налази на надморској висини од 353 метра. Површина општине износи 67,1 km². У самом граду је, према процјени из 2010. године, живјело 12.202 становника. Просјечна густина становништва износи 182 становника/km².

## Међународна сарадња
| Мјесто           | Држава    | Врста сарадње | Од    |
| ---------------- | --------- | ------------- | ----- |
| Јуре/Скарстерлан | Холандија | партнерство   | 1969. |
| Извор            |           |               |       |